# 拉斯瓦

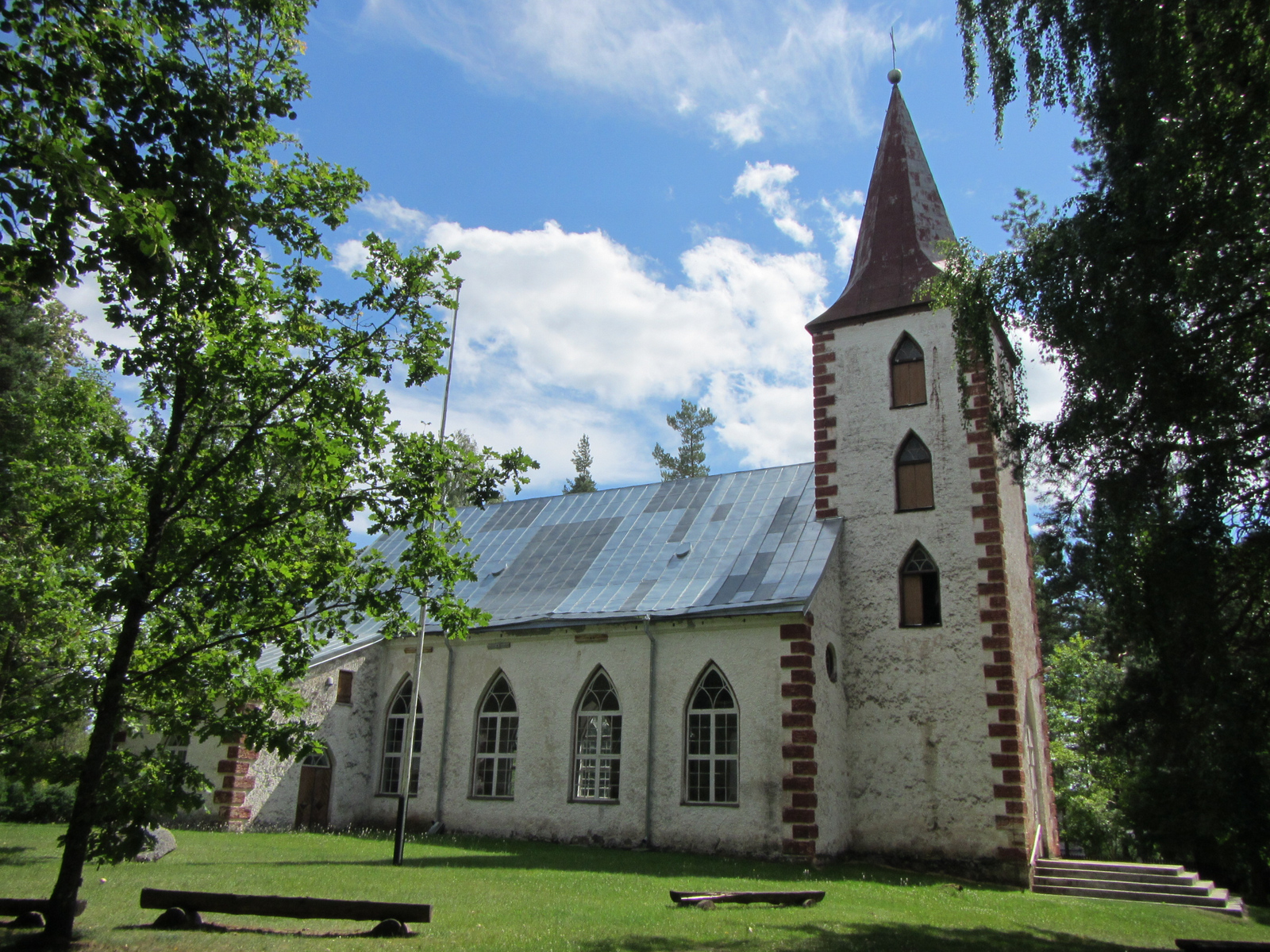
平迪教堂

拉斯瓦，是愛沙尼亞沃魯縣沃魯市鎮内的村庄，位於該國東南部，曾是原拉斯瓦市镇的行政中心，處於首都塔林東南面200公里，2011年該村庄人口275。
57°51′35″N 27°10′50″E / 57.85972°N 27.18056°E